# Vörösszárnyú keszeg
A vörösszárnyú keszeg (Scardinius erythrophthalmus) a sugarasúszójú halak (Actinopterygii) osztályának pontyalakúak (Cypriniformes) rendjébe, ezen belül a pontyfélék (Cyprinidae) családjába tartozó faj. Egyes vidékeken pirosszeműnek nevezik.

## Előfordulása
Európa és Anatólia vizeiben őshonos. Minden nagyobb folyó- és állóvízben előfordul, patakokban ritkább. Főleg vízinövényekkel (hínárral) benőtt, iszapos fenekű, csendes vizeket kedveli. Magyarországon az álló- és lassú folyású vizekben, csatornákban, holtágakban csapatosan él. Mocsarakban is él.

## Megjelenése
Teste zömök, kissé magas, oldalról lelapított, nagy és vastag kerekded pikkelyek borítják. Lassan növekedő, kis súlyt elérő hal. Az első évben 4-5, a 2. évben 8-10, a 3. évben 14–18 cm nagyságú, de jó táplálék-ellátottságú vizekben gyakoriak a 30 cm körüli egyedek is. Szája felfelé nyíló. A hasúszó első sugarai a hátúszóról húzott merőleges elé esnek, a hasvonal a hasúszók és a farok alatti úszó között éles. Háta grafitszürke, zöldes árnyalattal, oldala szennyessárga, hasa vajfehér. Úszói – kivéve a fiatal példányokét – élénkpirosak.

## Életmódja
Mindenevő faj. Különféle vízinövényeket, azok törmelékeit, magvakat, férgeket, rovarlárvákat, alsórendű rákokat fogyaszt. Társas életet él.

## Szaporodása
Áprilisban, májusban 15–18 fokos hőmérsékleten ívik, a növényekkel borított részeken. A nőstény 100 000–150 000, 1,5 mm átmérőjű ikrát rak. Háromnyaras korában ivarérett. Gyorsan melegedő tavaszokon kereszteződhet közeli rokonával, a bodorkával. Utódaik életképesek, mindkét faj jegyeit magukon viselik, valamint nagyobbra nőnek a két szülői fajnál.

## Gazdasági jelentősége
Tömeges előfordulása miatt kevésbé értékes halnak számít. Ragadozó halak takarmányhalaként jelentős, de egyre inkább érdeklődnek iránta a horgászok is. Íze a víz minőségétől függően változik, de tiszta vizekből származó egyedei ízletesek.

## Horgászati jelentősége
Fiatal példányai csalihalnak kiválóak. Úszós készséggel, csontkukaccal, paprikás kenyérrel, kukoricával, apró gilisztával, műléggyel fogják.